# Carl B. Allendoerfer

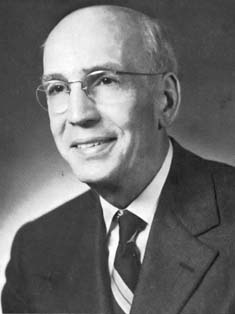
Allendoerfer

Carl Barnett Allendoerfer (* 4. April 1911 in Kansas City, Missouri; † 29. September 1974) war ein US-amerikanischer Mathematiker.

## Leben und Werk
Allendoerfer war der Sohn eines Bankiers. Er studierte am Haverford College und 1932 bis 1934 an der Universität Oxford (New College) als Rhodes-Stipendiat. 1937 wurde er an der Princeton University bei Tracy Thomas (1899–1983) promoviert (The Embedding of Riemann Spaces in the Large) und lehrte dann am Haverford College. 1948/49 war er am Institute for Advanced Study. 1951 wurde er Professor an der University of Washington. 1951 bis 1962 war er Vorstand der Mathematischen Fakultät. 1957 bis 1958 war er als Fulbright Lecturer Gastprofessor an der Universität Cambridge.
Allendoerfer befasste sich mit Topologie und Differentialgeometrie, wo er in den 1940er Jahren mit André Weil über den Satz von Gauß-Bonnet zusammenarbeitete. Zusammen fanden sie 1943 eine (schon von Heinz Hopf gesuchte) Verallgemeinerung auf höhere Dimensionen (Allendoerfer-Weil-Formeln), für die  dann 1944 Chern einen besonders durchsichtigen Beweis gab. Auch als Mathematikdidaktiker ist er bekannt. Hier vertrat er den frühen Unterricht abstrakter Konzepte zum Beispiel aus der Mengenlehre (im Sinne der Bourbaki-Bewegung), in den USA als New Math Bewegung bekannt. Niedergelegt wurde dies im Report des College Entrance Examination Board von 1959, dem Allendoerfer angehörte. Allendoerfer schrieb mit Cletus Oakley mehrere seinerzeit bekannte Mathematik-Lehrbücher für Schulen (besonders bekannt war Fundamentals of Freshman Mathematics von 1959) und verfasste auch Unterrichtsfilme über Mathematik (zum Beispiel über Zykloiden, den Satz von Gauss-Bonnet, Pi und Flächenmaße, geometrische Transformationen). Er begründete die Sommerschulen für Mathematiklehrer an der University of Washington und war 1959/60 Präsident der Mathematical Association of America (MAA), deren Distinguished Service Award er 1972 erhielt. Unter seiner Präsidentschaft übernahm die MAA das Mathematics Magazine von Glenn James. 1952 bis 1956 war er Herausgeber des American Mathematical Monthly.
Allendoerfer zu Ehren vergibt die MAA jährlich den Carl B. Allendoerfer Award für einen herausragenden Aufsatz in Mathematics Magazine.
Für seinen Aufsatz Generalization of Theorems about Triangles (Mathematics Magazine, Band 38, 1965, S. 253) erhielt er den Lester Randolph Ford Award.
Zu seinen Doktoranden zählt Shōshichi Kobayashi.

## Schriften
- mit Cletus Oakley: Principles of Mathematics, McGraw-Hill. 1955
- mit Oakley: Fundamentals of Freshman Mathematics, McGraw-Hill 1959
- Mathematics for Parents, MacMillan 1965
- mit Oakley: Fundamentals of College Algebra, McGraw-Hill 1967
- Principles of Arithmetic and Geometry for Elementary School Teachers, MacMillan 1971
- Calculus of Several Variables and Differentiable Manifolds, Macmillan, 1974
- mit Oakley, Donald Kerr: Elementary Functions, McGraw-Hill, 1977